# Reteporella ligulata
Reteporella ligulata är en mossdjursart som beskrevs av Gordon 1989. Reteporella ligulata ingår i släktet Reteporella och familjen Phidoloporidae. Inga underarter finns listade i Catalogue of Life.